# Тюркан Сайлан
Тюркан Сайлан (13 грудня 1935, Стамбул, Туреччина — 18 травня 2009, там само) — турецька лікарка-дерматолог, академік, письменниця, освітянка і громадська діячка. Дослідниця прокази та інших шкірних хвороб. Засновниця благодійного фонду «Асоціація підтримки сучасного життя» (тур. Çağdaş Yaşamı Destekleme Derneği, ÇYDD)

## Життєпис
Народилася 13 грудня 1935 року в Стамбулі, в сім'ї Фасіха Галіп-Бея, одного з перших, хто стояв біля джерела створення молодої Турецької Республіки, її матір'ю була швейцарка Лілі Міна Райман, яка в шлюбі прийняла іслам і взяла турецьке ім'я Лейла. Тюркян Сайлан була старшою з п'яти братів і сестер.
Від 1944 до 1946 року вона вчилася в початковій школі в Канділлі. Від 1946 до 1953 року продовжила вчитися у школі для дівчат в Канділлі.
Закінчила Стамбульське медичне училище 1963 року.
Від 1964 до 1968 року працювала в лікарні соціального забезпечення в Нішанташі і спеціалізувалася на захворюваннях шкіри.
1968 року вона почала працювати старшою асистенткою на медичному факультеті Стамбульського університету за спеціальністю «дерматологія».
1971 року отримала стипендію для подальшого навчання в Англії. 1974 року працювала у Франції, а 1976 року — в Англії.
1972 року Тюркан Сайлан стала викладачкою, а 1977 року — професором.
У 1976 році почала спеціалізуватися на проказі, була одним із засновників Міжнародного союзу прокази (ILU)
Від 1981 до 2002 року, крім прфесорської в університеті, була на благодійній основі головною лікаркою лікарні з лікування прокази в Стамбулі, яка належить Міністерству охорони здоров'я Туреччини.
У період від 1982 до 1987 року Тюркан Сайлан очолювала наукове відділення медичного факультету з дерматології Стамбульського університету. Від 1981 до 2001 року очолювала дерматологічний дослідний центр університету.
Тюркан Сайлан працювала консультанткою з прокази у Всесвітній організації охорони здоров'я до 2006 року. Вона брала участь у створенні Лабораторії патології дерми, хвороби Бехчета і поліклініки з венеричних хвороб. Входила до Європейської академії дерматології та венерології в Міжнародному товаристві прокази.
Відзначена багатьма преміями та нагородами за свою роботу.
Померла 18 травня 2009 року.

## Родина
1957 року Тюркан Сайлан одружилася. У шлюбі народила двох синів, один з них став художником-графіком, а інший — лікарем. У Сайлан також є чотири онуки.